# Cònvenes
Els cònvenes (en llatí: Convĕnae; en grec antic: Κονουέναι) van ser un poble aquità que habitava a la part nord dels Pirineus occidentals. La seva capital era Lugdúnum dels Cònvenes.
Estrabó situa Lugdúnum als Pirineus, a prop de les aigües termals d'Aigües dels Onesis (Banyeres de Luixon), i afegeix que van rebre el dret llatí. La ciutat correspon amb el que avui en dia és Sant Bertran de Comenge. Segons Jeroni d'Estridó, Pompeu va establir a la regió alguns hispans acusats de ser bandits i lladres, capturats durant la Guerra de Sertori. Les Aigües Cònvenes (Banyeres de Bigorra) eren a mig camí entre els cònvenes i els Bigerrions.